# Толкунова, Вера Николаевна
Вера Николаевна Толкунова (30 сентября 1914 — 28 августа 2004) — советский и российский юрист и педагог, доктор юридических наук (1969), профессор (1972). Заслуженный юрист РСФСР (1971), заслуженный деятель науки РФ (1999).
Более 50 лет — в 1951—2004 годах преподавала в ВЮЗИ (МГЮА) на кафедре трудового права и права социального обеспечения: в 1951 — 1956 гг. — старшим преподавателем, в 1956 — 1970 гг. — доцентом, в 1970 — 2004 гг. — профессором. 

Вклад В. Н. Толкуновой в науку и преподавание трудового права и права социального обеспечения огромен. Особое внимание она уделяла раз-работке проблемы правового регулирования труда женщин. Предложения, выдвинутые в докторской диссертации для законодателей по улучшению норм и условий труда, оказались востребованы и были закреплены в КЗоТ РСФСР 1971 г. (гл. XI — «Труд женщин»).— журнал "Актуальные проблемы российского права", 2015 год

## Биография
Родилась в 1914 году в городе Мценске.
С отличием окончила Московский юридический институт, по конкурсу была принята в аспирантуру. Учёбу прервала в связи с назначением в правовой отдел Совнаркома СССР. Возобновила обучение в аспирантуре Института внешней торговли. Через два года кандидатская диссертация по истории внешней торговли России была в основном подготовлена, однако в связи с тяжёлыми родами (второй сын) и последовавшими осложнениями Толкунова подала заявление об отчислении из аспирантуры.
Уже работая на кафедре трудового права Всесоюзного юридического заочного института (ВЮЗИ, сейчас — Московский государственный юридический университет имени О. Е. Кутафина), в 1951 г. пересдала кандидатские экзамены. В 1953 г. защитила диссертацию на тему «Правовое регулирование труда научно-педагогических работников советской высшей школы», в 1970 г. — докторскую диссертацию на тему «Социально-правовые проблемы труда женщин в СССР». В 1972 г. Толкуновой присвоено звание профессора. В том же году в связи с образованием кафедры колхозно-земельного права в качестве самостоятельной, по просьбе ректора дала согласие на временное руководство ею, продолжая трудиться на кафедре трудового права.
Всего же более 50 лет работала в родном вузе: заведующей аспирантурой, старшим преподавателем, доцентом, профессором.
Вклад Толкуновой в науку трудового права и права социального обеспечения солиден. Особое внимание она уделила разработке проблемы правового регулирования труда советских женщин. Многие её предложения по улучшению норм и условий труда оказались востребованными. Они были закреплены, в частности, в КЗоТ РСФСР 1971 г., в главе XI «Труд женщин», автором которой и явилась Толкунова.
Также она инициировала выпуск преподавателями ВЮЗИ учебной литературы для студентов, а с 1961 г. она — автор учебных пособий и соавтор учебников по трудовому праву и праву соцобеспечения.
В последние 15 лет жизни разрабатывала и обновляла для публикации учебные пособия и учебно-методические материалы по спецкурсу «Трудовые споры», переработав их по новому трудовому законодательству. Ею написан учебник «Трудовое право России», которым пользуются студенты МГЮА и других юридических вузов страны.
В начале 2002 г. на основе нового Трудового кодекса РФ подготовила «Курс лекций по трудовому праву», ставший первым учебным материалом по новому Кодексу.
Всего за 53 года научно-педагогической работы опубликовала более 150 работ. Как педагог подготовила и выпустила с защитой кандидатских диссертаций более 20 научных работников, шестеро из которых возглавили кафедры в ряде вузов страны, а подавляющее большинство стали преподавателями юридических факультетов.
Много лет активно участвовала в работе Комитета советских женщин, Международной ассоциации юристов-демократов; более 20 лет являлась членом Научно-консультативного совета при Верховном Суде страны.
В 1971 г. Толкуновой было присвоено почётное звание «Заслуженный юрист РСФСР», а в 1999 г. — почётное звание «Заслуженный деятель науки РФ».
Скончалась 28 августа 2004 г. на 90-м году жизни. Похоронена на Кунцевском кладбище.

она внесла существенный вклад в развитие советской и российской науки трудового права, исследовала целый ряд актуальных проблем отрасли, в том числе правовое регулирование труда женщин и трудовых споров, стала одним из основоположников гендерных исследований в советском трудовом праве и даже, в допустимых советской доктриной рамках, феминистического направления в науке. Она обосновала право женщины на труд как самостоятельную правовую категорию и неотделимую часть требований равноправия женщин во всех областях жизни общества; анализировала сущность права женщины на труд, формы и гарантии его осуществления в СССР. — Лушников Андрей Михайлович — заведующий кафедрой трудового и финансового права Ярославского государственного университета имени П.Г. Демидова, доктор юридических наук, доктор исторических наук, профессор, 2014 год

## Труды
Всего В. Н. Толкунова подготовила более 140 научных публикаций, в том числе 38 учебников, учебных пособий и монографий.
- Труд женщин / В. Н. Толкунова. — Москва: Юрид. лит., 1973. — 63 с. — (Беседы о советском законодательстве).
- Социальная помощь и трудовые льготы женщинам по материнству в СССР / В. Н. Толкунова, д-р юр. н., проф. — Москва: Знание, 1973. — 62 с. — (Новое в жизни, науке, технике. Серия «Государство и право» ; 3).
- Право женщин на труд в СССР / В. Н. Толкунова. — М.: Юрид. лит., 1980. — 197 с.
- Трудовое право России: учеб. пособие / В. Н. Толкунова, К. Н. Гусов. — Москва : Юрист, 1995. — 448 с.
- Трудовые споры и порядок их разрешения: [Учеб. пособие] / Толкунова Вера Николаевна. — 2-е изд., перераб. и доп.. — М.: Юристъ, 1996. — 207 с.
- Трудовое право: [Учеб. для сред. проф. образования по специальности «Правоведение»] / К. Н. Гусов, В. Н. Толкунова. — М.: Юристъ, 2000. — 275 с.
- Трудовое право России: учеб. / К. Н. Гусов, В. Н. Толкунова. — 3-е изд., перераб. и доп. — М. : Юристъ, 2001. — 495 с.
- Трудовое право: курс лекций / В. Н. Толкунова. — М.: Проспект, 2003. — 318 с.
- Справочник судьи и адвоката по трудовым делам: справочное издание / В. Н. Толкунова. — М.: Проспект, 2004. — 288 с.
- Трудовое право России: учебник: [Для вузов по специальности 021100 «Юриспруденция»] / К. Н. Гусов, В. Н. Толкунова ; М-во образования и науки Рос. Федерации, Моск. гос. юрид. акад. — М. : Проспект, 2005. — 492 с.